# Vampires On Tomato Juice
Vampires On Tomato Juice is een Duitse metalband die is opgericht in 2011. Ze hebben tot nu toe 3 albums uitgebracht: Vampires On Tomato Juice, Fairy Tales en Triage

## Muzikale stijl

### Overzicht
In de geslachtscategorie op de Facebook-pagina van VOTJ staat  JUST LISTEN  (alleen luisteren). De stijl van Vampires On Tomato Juice wordt gekenmerkt door een sterke aanwezigheid van gitaren en bas, maar vooral refreinen afgewisseld met screams, die de handtekening zijn van de groep.

### Artistieke invloeden
"Invloeden:  A FUCKIN'LOT  (veel)". Dit staat op de Facebook-pagina van de groep. We merken de enorme invloed van System of a Down, zoals blijkt uit de vele verwijzingen naar deze groep of Serj Tankian en Scars on Broadway op Facebook en Twitter. Trevor Le Doux, leider van de groep, zegt zelf dat hij "de stijl van SOAD uitbreidt".